# 中央政策組
中央政策組（簡稱中策組），是香港特別行政區政府部門，於1989年成立，當時職能為負責審視特定政策議題，輔助當時布政司署的工作。1997年7月起，主要職能為向行政長官、政務司司長和財政司司長提供意見。
中策組於2018年4月1日改組為政策創新與統籌辦事處，不過該部門於2022年恢復為特首政策組。

## 職能
中央政策組的責任包括研究各項政府政策，協助行政長官起草編寫每年的施政報告，通過進行民意調查、小組討論、建立社會網絡和對話交談等方式協助政府了解及分析社會各界民意，並且為特區政府與廣東省人民政府合作的粵港合作高層聯席會議屬下粵港發展策略研究小組工作及為策略發展委員會提供秘書服務。

## 歷任首席顧問
英屬香港
- 顧汝德（1989年4月12日－1997年6月30日）[2]

 香港特別行政區
- 蕭炯柱（1997年8月4日－1998年11月14日）
- 鄭維健（1999年2月1日－2001年11月30日）
- 劉兆佳（2002年7月1日－2012年6月30日）
- 邵善波（2012年7月13日－2017年6月30日）

## 爭議
中央政策組不時以納稅人公帑聘請非官方組織研究公共政策，惟整份部告（結論、研究方法、統計數據等）都保密不向公眾公開；顧問合約中標次數第二高的一國兩制研究中心因為與行政長官梁振英關係親密，儘管中策組的招標程序合法，但屢被香港傳媒和立法會議員批評「自己人不避嫌地瓜分公帑」、「中標都是自己人說了算」。

## 外部連結
- 香港特別行政區政府 中央政策組